# Cor dos olhos

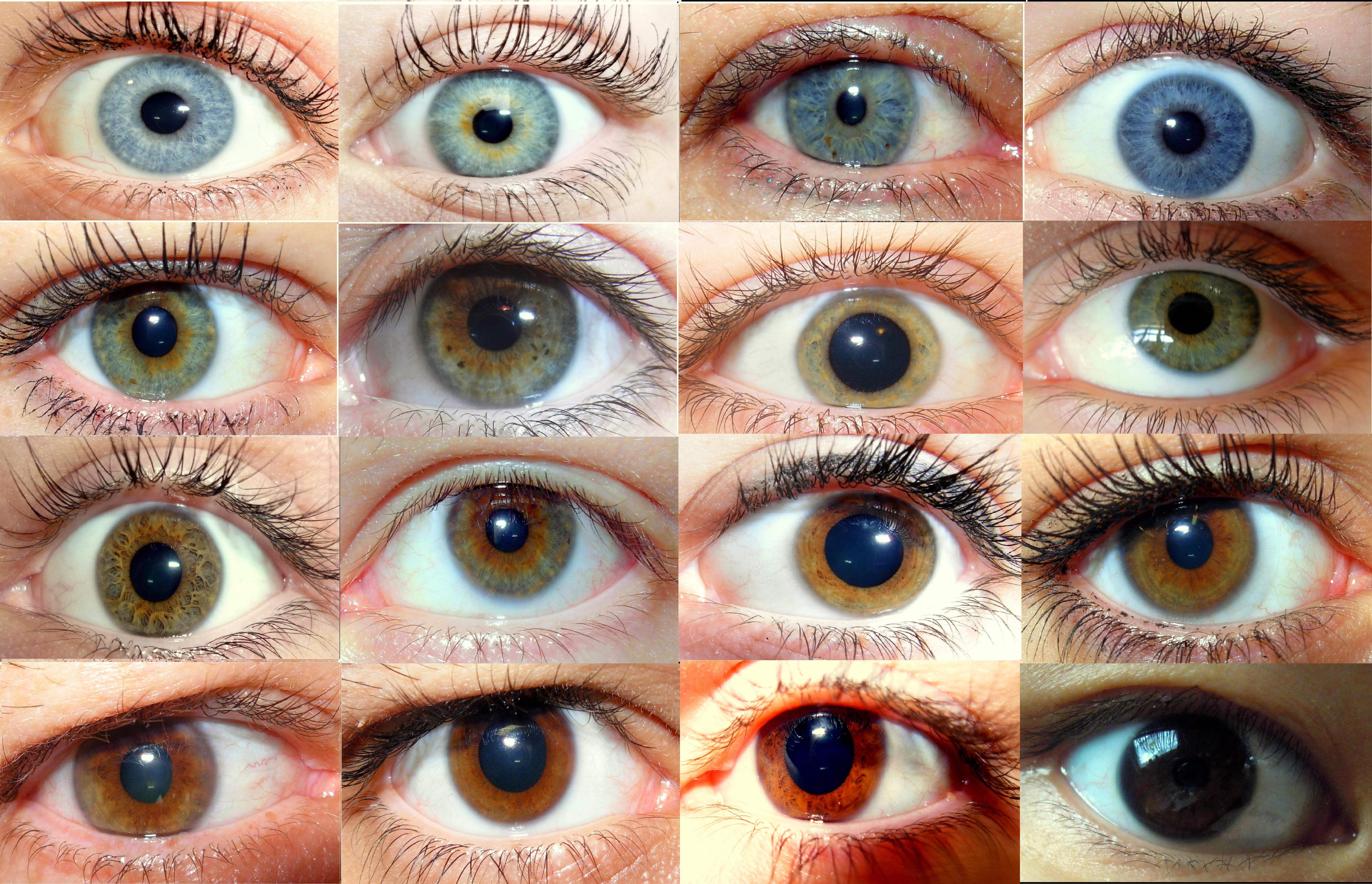
Cores de olhos humanos.

A cor dos olhos é uma característica poligênica e é determinada pelo tipo e quantidade de pigmentos na íris do olho. Os humanos e os animais têm muitas variações fenotípicas na cor dos olhos. Nos olhos humanos, essas variações de cores são atribuídas a diversos rácios de melanina produzido por melanócitos na íris. O colorido brilhante dos olhos de muitas espécies de aves estão em grande parte determinados por outros pigmentos, como pteridinas, purinas, e carotenoides.
Três elementos principais dentro da íris contribuem para a sua cor: a melanina do epitélio pigmentar da íris, a melanina dentro do estroma da íris e a densidade celular do estroma da íris. Nos olhos de todas as cores, o epitélio pigmentar da íris contém o pigmento preto, chamado de eumelanina. As variações de cor entre os diferentes tipos de íris são normalmente atribuídos à melanina que existe dentro do estroma da íris. A densidade de células dentro do estroma afeta quanto de luz é absorvida pelo pigmento subjacentes do epitélio.

## Cor dos olhos pela escala de Martin-Schultz

Porcentagem de pessoas de olhos claros (azuis e verdes) na Europa.

A escala de Martin-Schultz e a escala de Fischer-Saller para a cor de olho não são consideradas científicas hoje em dia. Elas se inserem em um contexto de eugenia do final do século XIX e início do século XX.
- 1 : íris azul-clara
- 2 : íris azul-esverdeada
- 3 : íris cinza
- 4 : íris azul-escura

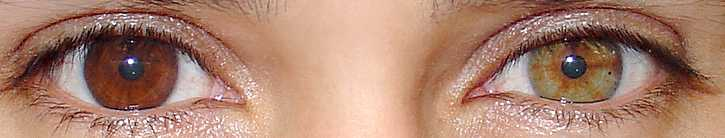
Heterocromia.

- 5 : íris azul-cinza com manchas amarelas/marrons
- 6 : íris cinza-verde com manchas amarelas/marrons
- 7 : íris verde
- 8-9 : íris verde com manchas amarelas/marrons
- 10-11-12-13 : íris avelã (castanho-esverdeada)
- 14 : íris âmbar
- 15 : íris castanho-clara
- 16 : íris castanho-escura
- Apenas essas cores

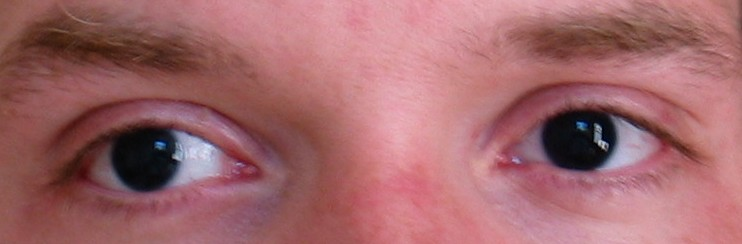
Aniridia: falta congênita da íris do olho.

OBS.: Não existem olhos pretos.Olhos castanho-escuro podem parecer pretos em ambientes de baixa luminosidade. Indivíduos acometidos por aniridia não possuem a íris, possuem apenas a pupila. Por esse motivo parecem ter olhos pretos, porem acompanham com eles problemas oculares como o glaucoma e catarata podendo acarretar na perda da visão 

## Determinação genética
A cor do olho é uma característica hereditária influenciada por mais de um gene. Esses genes se diferenciam por minímas diferenças, no que é conhecido por polimorfismo de nucleotídeo único (conhecido pela sigla em inglês SNP). A quantidade de melanina depositada na íris é o que determina a coloração dos olhos, por meio dos genes responsáveis pela distribuição dessa proteína. Um pequeno depósito de melanina na íris faz os olhos parecerem azuis, uma quantidade média os torna verdes ou castanhos e uma quantidade grande, marrom escuro.
Segundo um estudo elaborado por uma equipe de pesquisadores liderada pelo King's College, no Reino Unido, e pelo Centro Médico Erasmus, da Universidade de Rotterdam, na Holanda e publicado em 2021 na Science Advances, a cor dos olhos é influenciada por 52 regiões genômicas distintas, 50 presentes na porção autossômica e 2 no cromossomo x. 10 dessas regiões já tinham sido identificadas anteriormente e associadas à cor dos olhos, as 42 regiões restantes apresentam novas descobertas. 
Variações no gene OCA2(OMIM: 203200) são responsáveis pela hipopigmentação e a coloração vermelha dos olhos em albinos. Outras variações no OCA2 estão fortemente associadas aos olhos azul e verde, bem como na existência de sardas, pintas, cabelos e cor da pele. Pode haver polimorfismos em uma sequência reguladora de OCA2, influenciando a expressão do gene, o que, por sua vez, afeta a pigmentação. Uma mutação específica dentro do gene HERC2, um gene que regula a expressão do OCA2, é parcialmente responsável pelos olhos azuis. Outros genes conhecidos por estarem envolvidos na variação da cor do olho são o SLC24A4 e TYR.
| Nome de gene | Efeito na cor dos olhos                                                                            |
| ------------ | -------------------------------------------------------------------------------------------------- |
| OCA2         | Associado a produção de células de melanina. Importância central na determinação da cor dos olhos. |
| HERC2        | Afeta a função do OCA2 com uma mutação específica fortemente ligada aos olhos azuis.               |
| SLC24A4      | Associado a diferenças entre os olhos azul e verde.                                                |
| TYR          | Associado a diferenças entre os olhos azul e verde.                                                |

## Alguns tipos fenotípicos
Devido a refração da luz na melanina, a cor aparente da íris é marrom, variando de castanho claro a castanho escuro quase preto, dependendo da quantidade de melanina. O aparecimento de olhos azuis, cinzas, verdes, entre outros, é causado por uma combinação de dispersão de luz, semelhante à dispersão de Raleigh que faz o céu parecer azul, e a estrutura do olho, como níveis variáveis de colágeno. Isso significa que há uma gama bastante limitada de cores que os olhos podem ter porque a luz só pode se espalhar de certas maneiras. Principalmente variações e combinações de marrom, verde, azul e cinza

### Azul

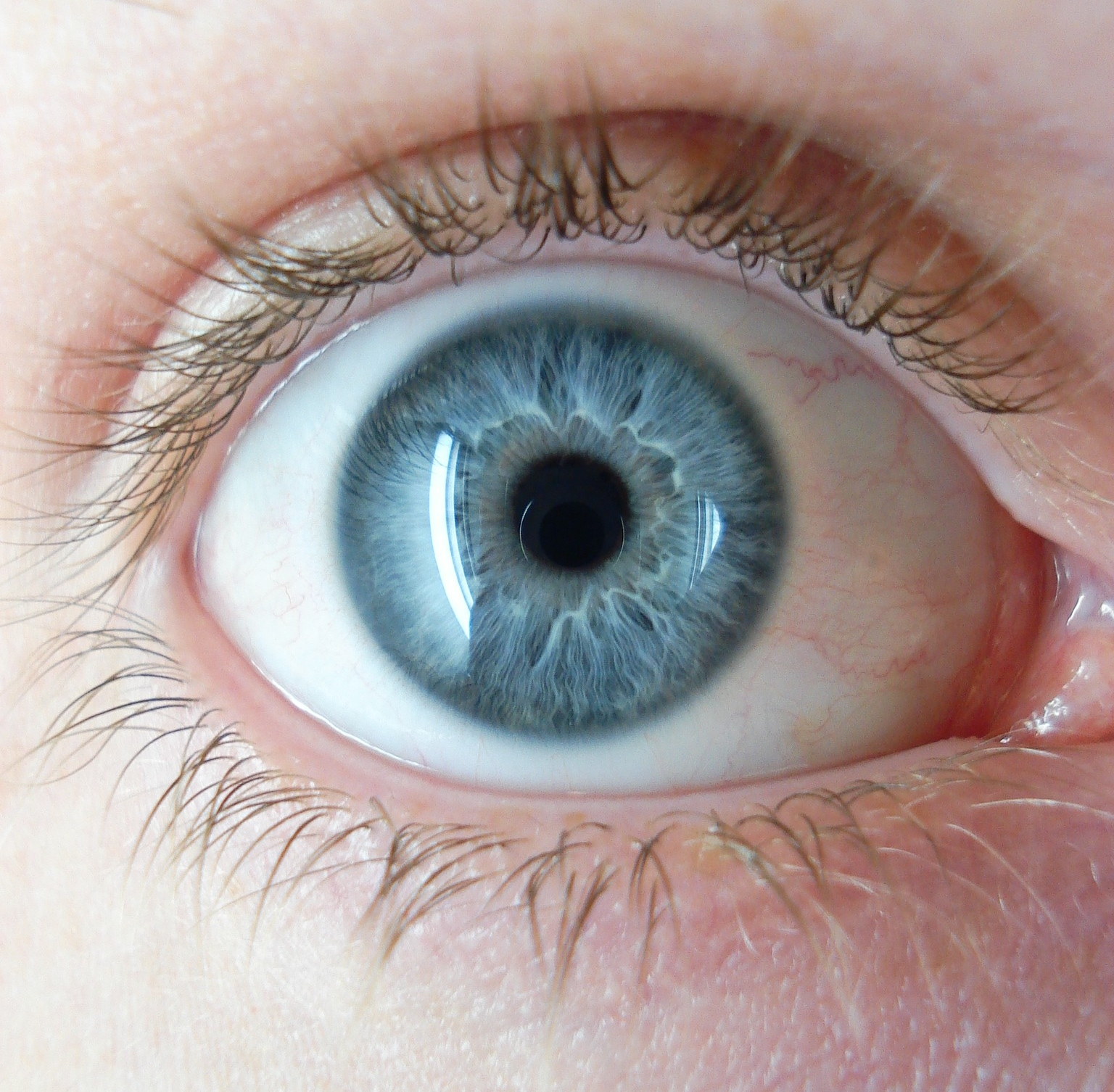
Olho azul.

A variação na cor dos olhos de marrom escuro para verde pode ser explicada pela quantidade de melanina na íris, mas os indivíduos de olhos azuis só têm um pequeno grau de variação na quantidade de melanina nos olhos que está ligada ao mesmo antepassado. As pessoas de olhos azuis têm uma mutação genética que afecta o gene OCA2 em seus cromossomos que resultou na criação de um "switch", que literalmente "desligou" a capacidade de produzir olhos castanhos. Os cientistas descobriram que essa mutação genética ocorreu entre 6.000 e 10.000 anos atrás. Olhos azuis são mais comuns na Europa Central e do Norte e, em menor grau no Sul da Europa e também nas Américas, eles também são encontrados em parte da África do Norte Ásia Ocidental e Sul da Ásia, em especial as regiões setentrionais. São encontrados principalmente em pessoas de origem norte-europeia, centro-europeia, bem como em partes dos Balcãs, sobretudo nas regiões setentrionais da Sérvia, Bulgária, Hungria e Croácia, Escandinávia, norte da França, Ilhas britânicas, norte do leste europeu e países bálticos. Sul-asiáticos e Africanos também podem ter olhos azuis, mas é muito raro. Os Países Nórdicos e Escandinávia têm o maior percentual de pessoas com olhos azuis. Vários bebês com olhos claros têm olhos azuis, porém seus olhos escurecem conforme os anos (devido ao aumento da produção de melanina pelo corpo), ou mudam de cor.
Olhos azuis podem se tornar castanhos pela medicação a longo prazo de Latanoprost (também conhecido como Xalatan), que, como efeito colateral, causa o escurecimento da cor dos olhos. Os olhos azuis tem menos melanina que os olhos verdes mas tem mais melanina que os olhos violetas e vermelhos (os olhos vermelhos na realidade não possuem coloração por ausência melanina e adquirem a coloração vermelha devido a circulação do sangue no interior dos olhos, comum nas pessoas  albinas).

### Azul-esverdeado

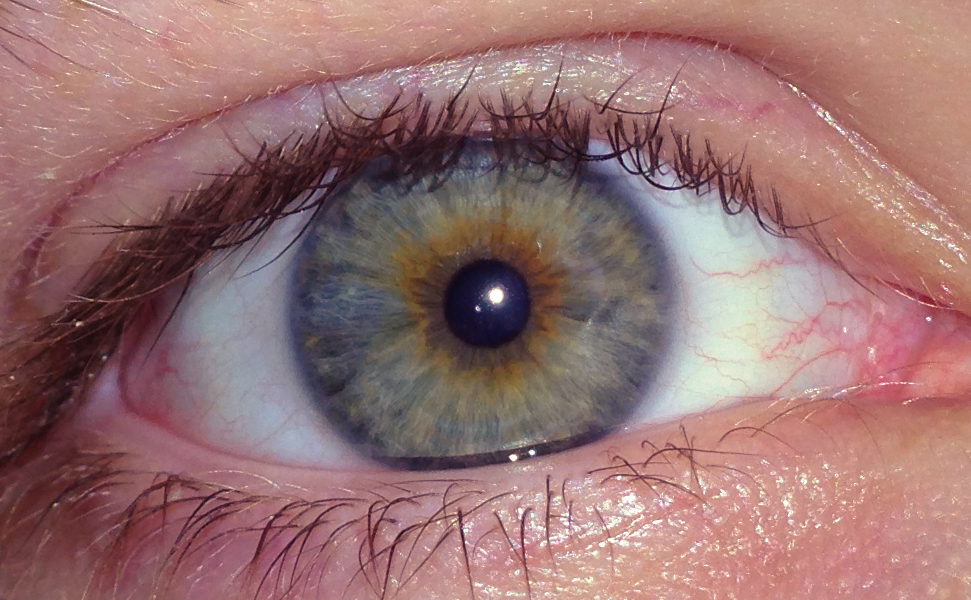
Olho azul-esverdeado.

São a mistura de olhos verdes com olhos azuis. Os olhos azuis-esverdeados tem menos melanina que o olho verde, mas tem mais melanina que o olho azul, essa cor de íris normalmente parece mudar do azul para o verde dependendo da luz, assim como os olhos verdes, âmbares e avelãs os olhos azul-esverdeados também apresentam o pigmento chamado lipocromo.

### Cinza

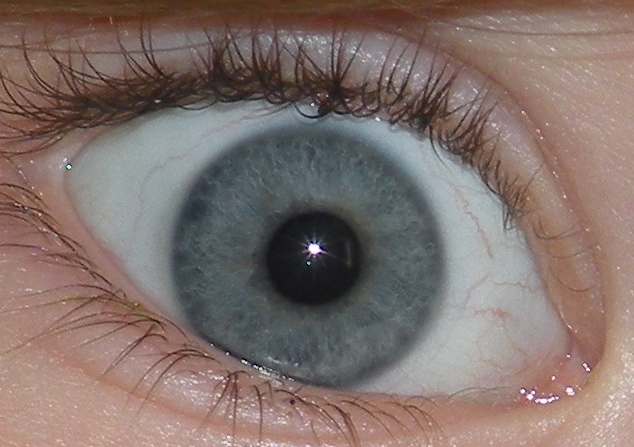
Olho cinza.

Olhos cinza são raros, sendo uma variação dos olhos azuis (sempre mais claros, possuindo menos melanina). Há uma grande variedade de sombras cinza, do quase branco (cinza claro) ao escuro. Tendo como característica a sua versatilidade, olhos cinza parecem mudar de cor dependendo das cores que o cercam. Visualmente, eles aparentam variar de cor entre os tons de azul, verde e cinza, dependendo da iluminação e das cores do ambiente. Eles são mais comuns na Rússia Europeia, Bielorrússia, Suécia, Ucrânia, Países Bálticos e Finlândia.

### Castanho
A Grande maioria da população mundial têm olhos castanhos, variando desde castanho claro até castanho escuro. Olhos castanhos claros são encontrados em menor quantidade. A maior parte dos habitantes de todos os continentes têm olhos castanhos escuros. Olhos castanhos sempre foram considerados dominantes entre os genes, mas estudos recentes mostram que nem sempre isso é verdade. Uma pesquisa mostra que os olhos castanhos são na verdade azuis mas com melanina (olho azul com a camada marrom).
Pessoas com olhos castanhos escuros podem parecer ter olhos pretos em ausência de luz forte, ou até mesmo à exposição de luz. Isso é muito comum em pessoas de origem sul-europeia, Africana, Asiática, nativos americanos e em descendentes de povos árabes e hebreus. Porém não existem olhos com a íris preta, são apenas olhos com uma cor de castanho mais escura.

### Verde

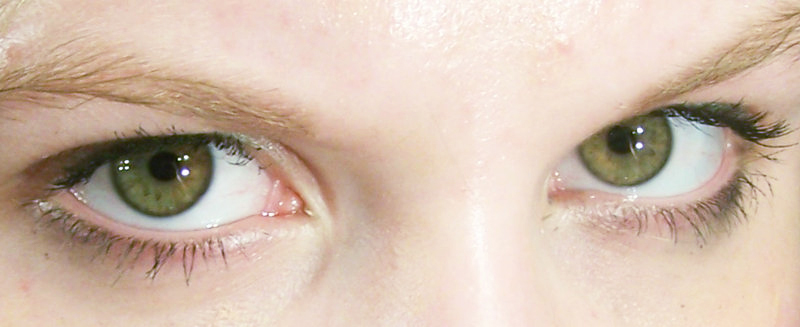
Olhos verdes.

Olhos verdes são mais frequentemente encontrados em pessoas de origem Celta, Germânica, e Eslava. Húngaros têm o maior percentual de olhos verdes entre todas as populações, cerca de 10 a 20%.Muitos olhos são esverdeados mas com predominância castanha ou azul. A percentagem mundial é de cerca de 2%. Olhos verdes também são encontrados, apesar de que em proporções baixas, em populações do Oriente Médio ao centro e sul da Ásia. E eles são tão comuns entre os Pashtuns que no Paquistão, Pashtuns são frequentemente chamados "Hare Ankheian Vaale": o povo dos olhos verdes. Olhos verdadeiramente verdes são muito raros, talvez os mais raros de todos. Muitos olhos ditos verdes são na verdade cor de avelã ou azuis. Os olhos verdes possuem menos melanina que os castanhos, mas mais que os azuis e cinza.

### Avelã (castanhos-esverdeados)

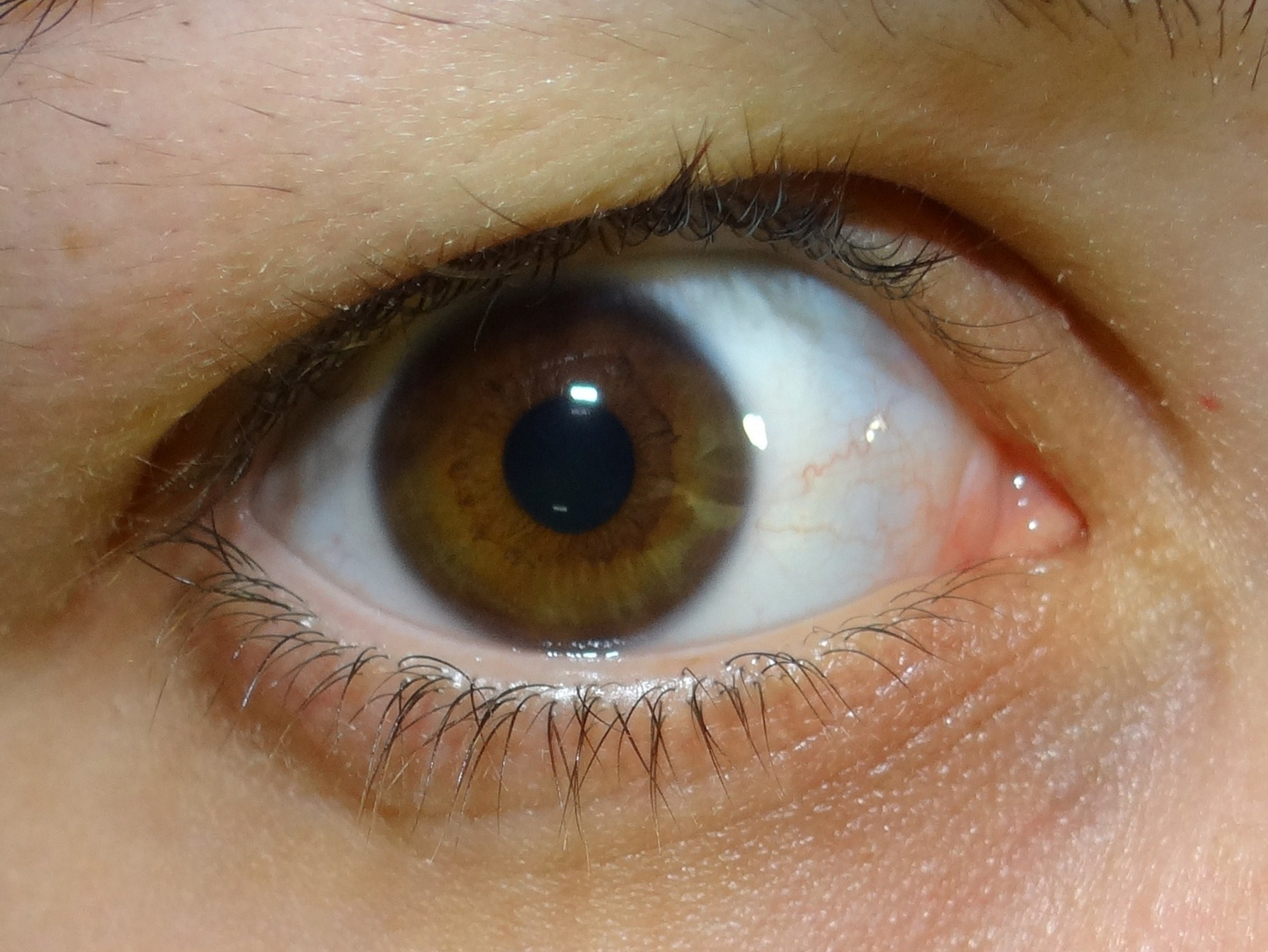
Olho avelã (Castanho esverdeado)

Sendo extremamente raros em alguns países, os olhos cor de avelã tem essa coloração devido a uma combinação da dispersão da luz e uma quantidade moderada de melanina na camada de borda anterior da íris. Olhos cor de avelã frequentemente parecem mudar de cor do castanho para o verde(ou vice-versa). Apesar de avelã consistir principalmente de castanho e verde, a cor dominante do olho pode ser tanto castanho/âmbar ou verde. Olhos avelã além de ter uma camada de borda castanha e outra verde, às vezes possuem outra azul. Eles possuem íris multicoloridas, ou seja, olhos que são castanho claro / âmbar perto da pupila e carvão vegetal ou verde escuro na parte externa da íris (ou vice-versa), quando observadas na luz solar. Olhos avelã podem ser facilmente confundidos com castanhos âmbar ou verde, são atualmente os olhos mais mal entendidos por serem um dos mais raros. Olhos cor de avelã são formados pela mistura de três cores:castanho, âmbar e verde escuro, e raramente azul na parte mais externa da íris. Constituem apenas 1-2% da população mundial.

### Âmbar (ocre ou mel)
Também conhecidos em algumas regiões como olhos de lobo, os olhos âmbar (ocre ou mel) podem ou não ser uma cor sólida, ou seja, os olhos podem apresentar um único tom ou qualquer um dos tons do âmbar, que vão do vermelho-alaranjado até o amarelo claro passando pelo laranja-amarelado, isto pode ser devido à deposição do pigmento amarelo chamado lipocromo na íris, que também é encontrada em olhos verdes (a deposição de lipocromo em olhos azuis torna-os esverdeados). No Brasil, quando são amarelados, recebem o nome de “olhos cor de mel”, já quando são vermelhos-alaranjados podem receber outros nomes a depender da região, se diferenciam dos olhos avelã (castanho-esverdeados) por não apresentarem tons de verde em sua composição. O âmbar é a terceira cor natural dos olhos mais rara depois do verde e do cinza, sendo que 5% da população mundial a possui. Pessoas com essa cor de olhos são encontradas na região dos Bálcãs, sul da França, Península Ibérica, Itália e Hungria, e em menor número no Oriente Médio, Norte da África e América do Sul.

## Cores anômalas

### Vermelho (albinismo)

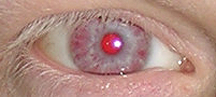
Olho vermelho.

Os olhos das pessoas com formas graves de albinismo podem aparecer vermelhos sob certas condições de iluminação devido às quantidades extremamente baixas de melanina, permitindo que os vasos sanguíneos penetrem completamente na íris.

### Violeta
Acredita-se que a coloração violeta é causada por pouca pigmentação nos olhos que os vasos sanguíneos vermelhos permeiam, causando uma coloração característica na íris. Geralmente essa cor de olhos é encontrada em albinos ou em bebês recém-nascidos, mas com o decorrer do tempo podem escurecer. Possuem menos melanina que o olho azul, mas possuem mais melanina que o olho vermelho. Os olhos da atriz Elizabeth Taylor eram frequentemente associados a essa cor, embora exista uma discussão em relação a classificação adequada dos olhos dela, já que a cor violeta só costuma ser encontrada em albinos, logo, os olhos da atriz seriam na verdade uma variação muito peculiar do azul e não violeta.

### Aniridia
A aniridia é uma doença rara, que consiste na falta congênita da íris do olho. Pode afetar um só olho, mas é mais frequente que afete os dois. É geralmente acompanhada de outros transtornos como: cataratas, glaucoma, estrabismo, entre outros.

### Heterocromia

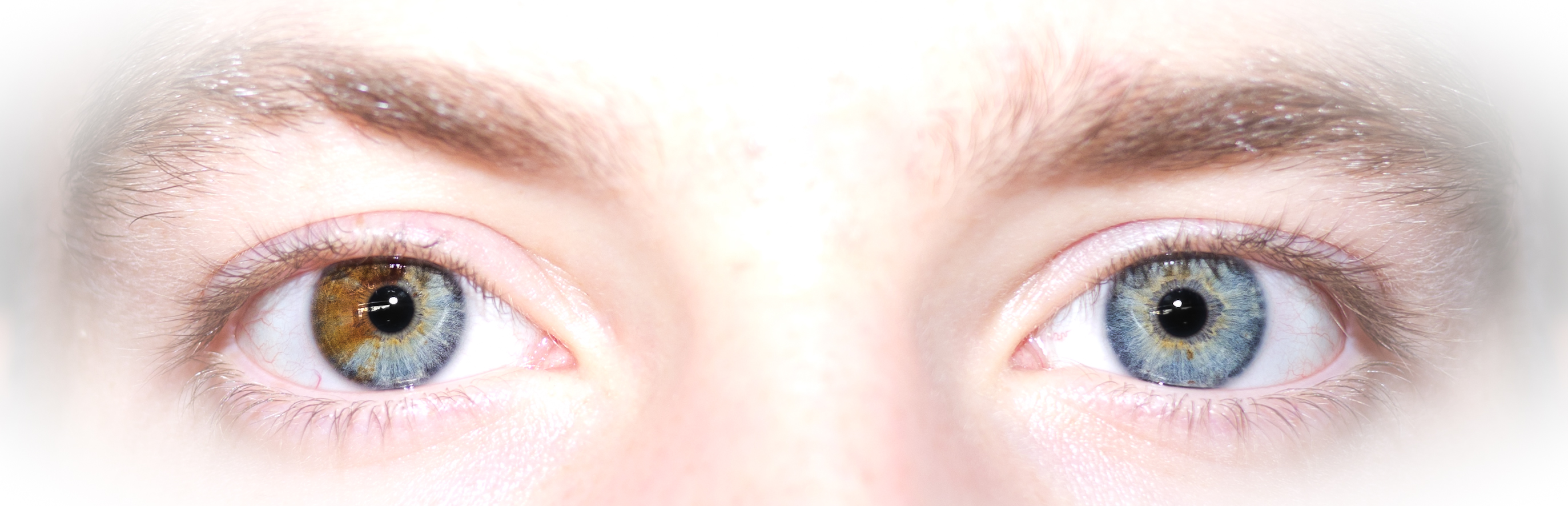
Um exemplo de heterocromia parcial (ou setorial). Um dos olhos apresenta-se com uma parte castanha.

É chamada de heterocromia a condição em que a íris de um olho tem coloração distinta do outro. Um dos olhos pode possuir apenas uma parte da coloração do outro (heterocromia parcial) ou podem ser totalmente diferentes entre si (heterocromia total). Um olho geralmente apresenta-se mais pigmentado do que o outro, contendo uma quantidade desigual de melanina. Uma série de causas podem ser responsáveis pela heterocromia como quimerismo, síndrome de Horner, síndrome de Waardenburg ou até mesmo por uma lesão ocular em algum momento da vida. Um exemplo é o ator britânico Dominic Sherwood.